# Leptura aurulenta
Espèce
Leptura aurulenta, la lepture couleur d'or,  est une espèce d'insectes coléoptères longicornes de la famille des Cerambycidae.